# Aulotarache kutchensis
Aulotarache kutchensis là một loài bướm đêm trong họ Noctuidae.